# Eugen Bandmann
Eugen Bandmann (geboren 7. Mai 1874 in Breslau; gestorben 20. Oktober 1948 in New York City) war ein deutschamerikanischer Jurist und Politiker (SPD).

## Leben und Tätigkeit
Bandmann war ein Sohn des Geschäftsmanns Louis Bandmann und seiner Ehefrau Lina, geb. Schatzky. Er hatte eine Schwester Dora, die während des Zweiten Weltkriegs im Zuge des Holocaust ums Leben kam.
Nach dem Schulbesuch studierte Bandmann Rechtswissenschaften in Breslau. 1900 ließ er sich als Rechtsanwalt in Breslau nieder. Politisch organisierte er sich früh in der SPD.
Nach der Gründung der Weimarer Republik war Bandmann von 1919 bis 1933 Mitglied der Breslauer Stadtverordnetenversammlung und zeitweise sogar Vorsitzender dieser Versammlung. Außerdem war er Mitglied des Provinziallandtages von Niederschlesien und Vorstandsmitglied des Preußischen Städtetages.
In der Zeit der Weimarer Republik war Bandmann ein bekannter Strafverteidiger von Angeklagten aus dem Lager der politischen Linken, die in vielbeachteten Prozessen vor Gericht standen: So übernahm er im Schweidnitzer Reichsbannerprozess zusammen mit Horst W. Barensprung und Gustav Radbruch die Verteidigung der angeklagten Mitglieder des Reichsbanners.
Im Schweidnitzer Sprengstoffprozess vom November 1932 waren sieben Mitglieder der SA und der SS (darunter die prominenten SA-Führer Edmund Heines und Hans Hayn) wegen eines missglückten Sprengstoffanschlages auf den sozialdemokratischen Journalisten Carl Paeschke in der Stadt Reichenbach am 8. August 1932 vor dem Landgericht Schweidnitz wegen Mordversuch und Verbrechen gegen das Sprengstoffgesetz bzw. wegen Beihilfe hierzu bzw. wegen Begünstigung der Tatverdächtigen angeklagt. Hierbei vertrat Bandmann den als Nebenkläger an dem Verfahren teilnehmenden Paeschke.
Nach der Machtübernahme der Nationalsozialisten floh Bandmann im März 1933 über die Schweiz nach Prag. In Deutschland wurde er 1937 gemäß dem Gesetz über den Widerruf von Einbürgerungen und die Aberkennung der deutschen Staatsangehörigkeit ausgebürgert und seine Ausbürgerung im Reichsanzeiger veröffentlicht. 1938 siedelte Bandmann nach New York City. Dort war er Vorstandsmitglied des New World Club. Von 1939 bis 1948 leistete er Rechtsberatung und hielt Vorträge in amerikanischer Bürgerkunde für Emigranten. Zudem war er Mitglied des Exekutivkomitees der von Albert Grzesinski gegründeten Association of Free Germans.

## Ehe und Familie
Bandmann heiratete in erster Ehe Betty Joachimsohn, die 1941 im Zuge des Holocaust zu Tode kam. In zweiter Ehe war er mit Lina Hirschstein (1881–1947) verheiratet.
Er hatte drei Kinder: Die Tochter Dora Bandmann, verh. Münzer, kam im Holocaust zu Tode. Die Tochter Charlotte Bandmann, verh. Peters (* 1905), ging als Übersetzerin 1933 in die Emigration. Sohn Hans Bandmann (19??–1966) wurde nach 1933 zeitweise in einem KZ festgehalten.